# ホームレスの自立の支援等に関する特別措置法
ホームレスの自立の支援等に関する特別措置法（ホームレスのじりつのしえんとうにかんするとくべつそちほう、平成14年8月7日法律第105号）は、ホームレスに関する問題について国と地方自治体の責務に関する日本の法律である（議員立法）。通称ホームレス自立支援法。
施行後25年で効力を失う限時法である。

## ホームレスの定義
同法律において、ホームレスを「都市公園、河川、道路、駅舎その他の施設を故なく起居の場所とし、日常生活を営んでいる者」（第2条）と定義している。

## 概要
国と地方自治体の責務として自立の意思のあるホームレスの自立の支援、ホームレスとなるおそれのある者が多数存在する地域への支援、その他ホームレスに関する問題の解決に取り組むこととしている。
ホームレス本人に対しては自立のための努力、国民に対しても理解と協力を求める規定があるなど、基本法としての性格が強い。もっとも、本法は、都市公園等の施設管理者に対し、施設がホームレスにより適正利用が妨げられている場合に適正利用確保のための必要な措置をとることを可能としている（第11条）。
また地方公共団体の協力を得て、ホームレスの実態に関する全国調査を行うことを規定しており（第14条）、同規定に基づき厚生労働省のホームページ上で毎年の調査結果を公表している。

## 改正
2012年に5年間の延長が決定。
2017年には第193回国会において平成39年8月6日までの10年間の延長が決定。

## 構成
- 第一章 総則（第1条 - 第7条）
- 第二章 基本方針及び実施計画（第8条 - 第9条）
- 第三章 財政上の措置等（第10条 - 第11条）
- 第四章 民間団体の能力の活用等（第12条 - 第14条）